# (951) Gaspra
(951) Gaspra és un asteroide del cinturó principal del tipus S descobert per l'astrònom Grigori Neúimin en 1916 des de l'observatori de Simeiz, Simeiz, Rússia. L'òrbita es troba a la vora interior del cinturó d'asteroides. Presenta una forma triaxial, no simètrica al voltant de l'eix de rotació. Forma part de la família d'asteroides Flora.
Porta el seu nom en honor de Gaspra, localitat turística de la península de Crimea.
S'estima que té un diàmetre de 12,2 km. La seva distància mínima d'intersecció de l'òrbita terrestre és de 0,832777 ua. El seu TJ és de 3,635.
Les observacions fotomètriques recollides d'aquest asteroide mostren un període de rotació de 7,042 hores, amb una variació de lluentor de 11,46 de magnitud absoluta.
Gaspra va ser el primer asteroide fotografiat per una sonda, en concret el 29 d'octubre de 1991 per la Sonda Galileo. Les fotografies revelen l'aspecte "llis" de la superfície, la qual cosa suggereix que té una capa de regolita de gran gruix. Les roques de la superfície són riques en ferro i altres metalls. Així mateix, hi ha una lleugera variabilitat en l'albedo i en el color relacionada amb el relleu topogràfic. La forma irregular, triangular, fa pensar que pot ser un fragment d'un cos més gran, la destrucció del qual va donar origen als asteroides de la família Flora fa uns centenars de milions d'anys.